# 名古屋大谷高等学校
名古屋大谷高等学校（なごやおおたに こうとうがっこう）は、愛知県名古屋市瑞穂区高田町にある私立高等学校。学校法人尾張学園が運営。1500人規模の学校である。

## 沿革
- 1827年 - 東本願寺名古屋別院掛所内に閲蔵長屋創設[WEB 1]。
- 1872年 - 講研所と改称。
- 1876年 - 尾張小教校と改称[WEB 1]。
- 1883年 - 尾張教校と改称。
- 1887年 - 大谷派普通学校と改称。
- 1888年 - 南条文雄（日本初の文学博士）が校長に就任。
- 1899年 - 私立真宗尾張中学と改称[WEB 1]。
- 1908年 - 私立尾張中学校（旧制）文部省認可[WEB 1]。
- 1921年 - 私立尾張中学校に真宗専門学校（現・同朋大学）創立。
- 1936年 - 名古屋市瑞穂区高田町に移転[WEB 1]。
- 1947年 - 尾張中学校（新制）設立認可。
- 1948年 - 尾張学園尾張高等学校と改称[WEB 1]。
- 1955年 - 商業課程併設[WEB 1]。
- 1956年 - 尾張中学校廃止。
- 1963年 - 普通課程・商業課程を普通科・商業科と改称。
- 1984年 - 名古屋大谷高等学校と改称[WEB 1]。豊田分校（現・豊田大谷高等学校）開校。
- 1998年 - 創立170周年記念式典を挙行。
- 1999年 - 男女共学開始[WEB 1]。
- 2003年 - 文部科学省学力向上フロンティアハイスクール事業実践校になる。
- 2009年 - 1月英語進学コースの廃止とともに特別選抜コースが新設。

## 学科
全日制
- 普通科[WEB 2]
  - 特別進学コース[WEB 2]
  - 特別選抜コース[WEB 2]
  - 福祉・医療進学コース[WEB 2]
  - 文理進学コース[WEB 2]
- 商業科[WEB 2]

## 学校の特色
真宗大谷派の関係高校。必修で宗教の時間があり、仏教関連の行事も多い。
新入生に対して東本願寺への研修旅行が実施されている。
閲蔵長屋・旧制中学校の時代も含めれば200年近い歴史を持つが、何度も校名を改称しているため、その沿革を知る人は少ない。2000人を超える生徒数を活かして、「2000人2001脚」に挑戦（2001年6月）し、ギネス記録に認定された。

## 姉妹校
- 豊田大谷高等学校

## 著名な卒業生

### 政治
- 大谷忠雄（尾張高等学校）- 元衆議院議員（自由民主党、新生党）
- 大谷贇雄（尾張中学校）- 元参議院議員（自由党、自由民主党）

### 学者
- 横超慧日（尾張中学校）- 仏教学者、元大谷大学名誉教授
- 津田左右吉（大谷派普通学校中退）- 歴史学者、元早稲田大学文学部教授

### 芸能
- アタック西本（名古屋大谷高等学校）- お笑い芸人（ジェラードン）
- 海野裕二（名古屋大谷高等学校）- 元お笑い芸人（ジェラードン）
- 小沢一敬（名古屋大谷高等学校中退）- お笑い芸人（スピードワゴン）
- 超E人世聞（名古屋大谷高等学校）- ピン芸人
- 早川伸吾（名古屋大谷高等学校）- お笑い芸人、ラジオパーソナリティ、YouTuber（東国原英夫の一番弟子）
- ふとっちょ☆カウボーイ（名古屋大谷高等学校）- ピン芸人
- 三上悠亜 （名古屋大谷高等学校）- 元AV女優（エスワン専属）、恵比寿マスカッツ1.5およびHONEY_POPCORNのメンバー、元国民的アイドルグループメンバー

### スポーツ
- 宮崎恭行 （名古屋大谷高等学校）- プロバスケットボール選手（ヴィアティン三重バスケットボール所属、元ファイティングイーグルス名古屋）

### WEB
1. 1 2 3 4 5 6 7 8 9 10  “学校紹介”.   名古屋大谷高校. 2018年8月19日閲覧。
2. 1 2 3 4 5 6  “学科・コース案内”.   名古屋大谷高校. 2018年8月19日閲覧。